# ヴァーナル
株式会社ヴァーナル（英: Vernal Co.,Ltd.）は、福岡県福岡市博多区に本社を置く化粧品・医薬部外品・健康食品を主体に取り扱う通信販売業の企業である。

## 概要
創業者は大田勝。洗顔こそ最良のスキンケアであると唱え、石鹸洗顔を中心としたスキンケアを核として成長。通販番組（インフォマーシャル）「ビューティートーク」を全国各地のテレビ局で放送。女性タレントを起用し、大田自身が商品の魅力を説明するスタイルで、知名度を上げた。
2011年4月に千堂純子が代表取締役就任。現在もTV通販を主力とした販売活動を積極的に行っている。
創業当時から全ての女性の肌を美しくするという想いを変わらずに持ち続け、毎日の洗顔で「汚れを落とすこと」「肌を整えること」と用途の違う2種類の石鹸を用いたダブル洗顔を基本としている。

## 沿革
- 1989年8月 東京都中央区に設立
- 1989年8月 アンクソープ・センシティブザイフの卸売販売を開始
- 1992年2月 株式会社ヴァーナル本社を設立
- 1992年2月 洗顔料の小売通信販売を開始
- 1992年4月 「ビューティートーク」TV放送開始
- 1992年9月 福岡市博多区の本社ビル竣工
- 1996年4月 （株）ヴァーナル本社から（株）ヴァーナルに社名変更
- 2002年8月 スカイパーフェクTV チャンネル241「ViTV」開局
- 2005年9月 ヴァーナルヴィエットとして本格的にサプリメント事業開始
- 2011年4月 代表取締役社長に千堂純子就任
- 2015年3月 台湾支店を開設
- 2019年3月 石鹸累計販売個数5,000万個を突破
- 2019年4月 新潟支店を開設
- 2020年9月 北海道支店を開設
- 2021年7月 台湾ヴァーナル設立
- 2024年1月 東京支店が移転

## 主力商品
- 洗顔石鹸
  - 薬用アンクソープ
  - 薬用センシティブザイフ
- 化粧水
  - エッセンシャルシャワー
- クリーム美容液
  - キハナクリーミーセラム
- 美白ケア
  - 薬用クリアホワイトニング
  - 薬用ホワイトセラム
- エイジングケア
  - 薬用ソフィア―ジュ
  - リフトアイセラム
  - 薬用リンクルケアエッセンス
- 「落とす」「整える」「うるおす」「育む」の4ステップセット
  - 素肌つるつるセット

## 事業所
- 東京支店 〒102-0084 東京都千代田区二番町3 麹町スクエア7階B
- 新潟支店 〒951-8068 新潟県新潟市中央区上大川前通7番町1237-4 北越ビル 6F
- 北海道支店 〒060-0062 北海道札幌市中央区南2条西11丁目328-8

## 関連企業
- 台湾ヴァーナル
- 正式名称：台灣唯娜露股份有限公司　(統編：91035915)
- 住所：105台北市松山區南京東路五段212號5F之3

## セキュリティへの取り組み
- ISO27001/ISMS（登録日　2013年1月11日）
- PCI DSS（準拠日　2012年12月13日）
- 日本通信販売協会　正会員

## TVCM
- 1995年4月～　シャロンストーン
- 2014年9月～　アン子とザイ子のヴァーナルW洗顔の唄
- 2017年11月～   上村愛子
- 2021年9月～　村雨辰剛

## WEB動画
- 2020年7月～　「ヴァーナルは、45日も待てませんでした」
- 2023年5月～　「お肌の乱」
- 2024年7月～　「ヴぁーにゃる」

## 書籍
- 素肌美人をつくるトータルスキンケアBOOK（著/千堂純子、刊/幻冬舎・2015年6月26日発売・ISBN9784344972520）

## スポンサー番組・イベント
- たかじんの風に吹かれて（ラジオ番組）
- オレ達のWell歌夢（テレビ番組）
- 三大テノール（1999年に3人の行ったコンサートが同社主催で行われTOKYO FM、TOKYO MXなどで全国放送された）
- ヴァーナルレディース（RKB×三井松島レディスの前身の女子プロゴルフトーナメント）
- まる儲け!（2006年、大田が「角川Oneテーマ21」として出版）[2][3]

## 関連人物
- 梶芽衣子（梶芽衣子のビューティートーク）
- 十朱幸代（十朱幸代の素敵にSimple Life）
- 山田邦子（ビューティートーク）
- ロザンナ、万梨音（親子）は公式YouTubeにも出演している10年以上の愛用者。

## グループ会社
- 株式会社美少年
- 株式会社おとりよせ村